# Ботакара (могильник)
Ботакара́ (каз. Ботақара қорғаны) — древний могильник эпохи бронзы на северном берегу реки Нура. Находится в 4,7 километрах к западу от села Петровка Бухар-Жырауского района Карагандинской области Казахстана у автодороги P-37. В 1950 году исследовался Центрально-Казахстанской археологической экспедицией (руководители — А. Маргулан, А. Оразбаев, М. Кадырбаев). 49 памятников эпохи бронзы и 9 — эпохи раннего железа. Захоронения эпохи бронзы ограждены каменными плитами в один или два ряда, памятники эпохи раннего железа окружены насыпью из камня и глины в виде кургана. Раскопаны 7 ограждений и 4 кургана. Найденные глиняные кувшины, фрагменты предметов из бронзы, кости животных показывают, что Ботакара относится к нуринскому периоду андроновской культуры (соответствует федоровскому этапу Южной Сибири) и тасмолинской культуре.